# 佐藤節二
佐藤節二（日语：／ Satō Setsuji，1974年12月6日—），日本男演員、配音員、旁白。出身於東京都。身高171cm。

## 人物簡介
本名相同，藝名：佐藤。音域為高男中音。演劇集團 圓所屬。
1995年加入演劇集團 圓·演技研究所，2年後的1997年成為現在所屬劇團的正規團員。
2016年10月肝付兼太去世之後，未完結的《湯姆貓與傑利鼠》2014年新作動畫主角湯姆貓的日語配音由佐藤繼承。

## 演出作品
※粗體字表示說明飾演的主要角色。

### 電視動畫
1999年
- ∀鋼彈（約瑟夫·耶特）

2000年
- 幻影死神 Boogiepop Phantom（不良C）

2003年
- Midnight Horror School（マグネロ）

2004年
- 次元艦隊（軍曹）
- 烘焙王（木下陰人[3]、新人、觀眾、豚兵）

2007年
- 結界師（赤亞）

2008年
- 古代王者 恐龍王 DKidz Adventure 翼龍傳說（小丑王）
- 火影忍者疾風傳（韓蛇蜘、卡拉伊）

2009年
- 你好 安妮 ～Before Green Gables（伯特·湯瑪斯[4]）

2010年
- 四疊半神話大系（相島）

2011年
- 卡片鬥爭!! 先導者（臼井凱）

2012年
- 卡片鬥爭!! 先導者 亞洲巡迴賽篇（臼井凱）

2013年
- 宇宙戰艦大和號2199（戈爾·海尼[5]）
- 卡片鬥爭!! 先導者 王牌連接篇（臼井凱）
- 野獸傳奇（福克斯康）

2014年
- 卡片鬥爭!! 先導者 王牌連接篇（臼井凱）
- 怪盜Joker（實驗體99號）
- 決鬥大師VS（熱血旁白[6]）

2015年
- 卡片鬥爭!! 先導者G（臼井凱）
- 決鬥大師VSR（熱血旁白太郎）
- 絕命制裁X（D[7]）

2016年
- 決鬥大師VSRF（熱血旁白太郎）
- 無頭騎士異聞錄 DuRaRaRa!!×2 結（黃根）
- 91Days（チェロット）
- 魯邦三世 (2015年系列)（明智“荷姆斯”耕助）

2017年
- 決鬥大師（デッキー）
- aiseki MOGOL GIRL（日语：aiseki MOGOL GIRL）（裕作[8]）
- 將國戡亂記（畢格）

2018年
- 伊藤潤二驚選集（尾木[9]）
- 蒼天之拳 REGENESIS（雅薩卡[10]）
- 閃電十一人 戰神的天秤（盛上摩珂、橋屋耕作）
- 屁屁偵探（小吉）
- 佐賀偶像是傳奇（死亡金屬大叔B）

2019年
- 閃電十一人 俄里翁的刻印（宇鄉猿吉）
- 索斯機械獸WILD（哥特）
- 多羅羅（鼬）
- 魯邦三世：過去的監獄（日语：ルパン三世 プリズン・オブ・ザ・パスト）（巴爾默兄）

2020年
- pet（のぶ）
- （DJナビ[11]）
- 咒術迴戰（特級咒靈）

2021年
- 佐賀偶像是傳奇 捲土重來（死亡金屬大叔B、歷戰志士 ゐ）
- 給不滅的你（班長）
- 迷宮標記者（鬢角）

2022年
- 忍者亂太郎（吉野作造〈第2代〉）
- 幽零幻鏡（漢克[12]）
- OVERLORD IV（維尼·德爾維）
- 福星小子（阿悟）
- 數碼寶貝幽靈遊戲（城堡獸）
- 泡泡糖忍戰（海畢瑪爾）

2023年
- 飆速宅男 LIMIT BREAK（選手）
- 豬肝記得煮熟再吃（刀疤男）
- 七大罪 啟示錄四騎士（使魔、塔利西卡、希爾凡）

2024年
- 福星小子 第2期（阿悟）
- 明治擊劍－1874－（鹽屋、藏元正臣、加洛）
- 名偵探柯南（佐佐木一馬）
- 轉生為第七王子，隨心所欲的魔法學習之路（帕祖祖）
- 再見，地球（羅黑德王〈邪惡〉[13]）
- 烏鴉不擇主（治平）
- 七大罪 啟示錄四騎士 第2期（希爾凡）
- 唯願來世不相識（南龍一）
- 魔王2099（柯爾內亞·塞布魯多[14]）
- 噗妮露是可愛史萊姆（青果店店長）

2025年
- 你和偶像 光之美少女♪（扎庫利）
- SAKAMOTO DAYS 坂本日常（Mad堀口）
- 再見，地球 第2期（羅黑德王〈邪惡〉[15]）
- 鄉下大叔成為劍聖～只是區區鄉下劍術師傅，成大器的弟子們卻不肯放過我～（宵闇）
- 鬼人幻燈抄（嵯峨道舟）
- 光逝去的夏天（原仙）
- Silent Witch 沉默魔女的祕密（叔父）
- GACHIAKUTA（中分男）

### OVA
2006年
- 鬼公子炎魔（卡巴艾爾）

2008年
- KITE LIBERATOR（土井光一）

### 電影動畫
2002年
- 劇場版∀鋼彈I 地球光（約瑟夫·耶特）
- 劇場版∀鋼彈II 月光蝶（約瑟夫·耶特）

2005年
- 劇場版 甲蟲王者：邁向偉大的三冠王之路（G·門月）

2016年
- CYBORG009 CALL OF JUSTICE（007／葛雷特·布林頓[16]）

2018年
- 機動戰士鋼彈NT（阿瑪札[17]）

2023年
- 愛麗絲與特蕾絲的虛幻工廠（佐上衛[18]）

2024年
- （指揮班長[19]）

### 網路動畫
2019年
- SUPER SHIRO（日语：SUPER SHIRO）（奧拉）

2022年
- 四疊半時光機藍調（相島前輩）

### 遊戲
2001年
- 超級機器人大戰α外傳（約瑟夫·耶特、瑪麗梅雅軍）

2003年
- （作業員、男孩粉絲）

2004年
- KONAMI 精選集 袋狼大冒險：超級賽車（日语：クラッシュ・バンディクー 爆走!ニトロカート）
- 袋狼大冒險5（日语：クラッシュ・バンディクー5 え〜っ クラッシュとコルテックスの野望?!?）（艾比爾·茲因斯〈莫里茲〉）

2007年
- 結界師 黑芒樓之影（日语：結界師 黒芒楼の影）（赤亞）
- 拉捷特與克拉克 FUTURE（日语：ラチェット&クランク FUTURE）（帕洛特）

2008年
- 超級機器人大戰Z（約瑟夫·耶特）

2009年
- SD鋼彈 G世代 WARS（約瑟夫·耶特）

2010年
- NO MORE HEROES 英雄們的樂園（雷茲·雪克）

2011年
- SD鋼彈 G世代 WORLD（約瑟夫·耶特）

2012年
- SD鋼彈 G世代 OVERWORLD（約瑟夫·耶特）
- 時光旅行者（只野英雄）

2013年
- 卡片鬥爭!! 先導者 衝向勝利!!（臼井凱）

2016年
- 星海遊俠5 忠誠與背叛（帕維奴[20]）
- 星海遊俠：回憶（日语：スターオーシャン:アナムネシス）（帕維奴）

2017年
- 惡靈古堡7 生化危機（盧卡斯·貝卡）
- 邪靈入侵2（史蒂芬諾·瓦倫提尼）
- 碧藍幻想（古利札爾基姆[21]、科倫韋爾）

2019年
- 機甲戰魔（紅犬[22]）

### 外語配音

#### 演員
托德·約瑟夫·米勒
- 惡棍英雄：死侍（Weasel（英语：Weasel (Marvel Comics)）[23]）
  - 死侍2[24]
- 一級玩家（i-R0k[25]）
- 婚頭大丈夫（英语：Search Party (film)）（Jason）
- 變形金剛：絕跡重生（Lucas Flannery）
- 煞不住（Gilleece）

安迪·薩姆伯格
- 真愛Hold不住?!（英语：Celeste and Jesse Forever）（Jesse Abrams）
- 食破天驚（Brent McHale）
- 食破天驚2（Brent McHale）

#### 電影
- 龍紋身的女鬼入鏡30（英语：30 Nights of Paranormal Activity with the Devil Inside the Girl with the Dragon Tattoo）（Evan）
- 狂野武士（Wat〈Alan Tudyk 飾演〉）
- 艾莉塔：戰鬥天使（Romo〈Derek Mears 飾演〉[26]）
- 爵士春秋
- 異形鬼屋2（英语：Alone in the Dark II (film)）
- 名媛教育（Danny〈Dominic Cooper 飾演〉）
- 阿舍正傳（英语：Arthur (2011 film)）（Arthur Bach〈Russell Brand 主演〉）
- 叛逆暗殺（Robert Ford（英语：Robert Ford (outlaw)）〈Casey Affleck 主演〉）
- 王牌大賤諜3：夠MAN吧（年輕時的Dr.Evil〈Josh Zuckerman 飾演〉）
- 我很乖因為我要出國 ※日本電視台版。
- 回到未來（Dave McFly〈Marc McClure 飾演〉）※BS JAPAN版。
- 蝙蝠俠對超人：正義曙光（Vikram Gandhi）
- 超級戰艦（Jimmy "Ordy" Ord上等水兵〈Jesse Plemons 飾演〉）
- 戀戀大吉嶺（英语：Barfi!）（Murphy "Barfi" Johnson〈Ranbir Kapoor 主演〉）
- 海灘（英语：The Beach (film)） ※日本電視台版。
- 魔法童話夜（Mickey〈Russell Brand 飾演〉）
- 霹靂炮3（英语：Beverly Hills Cop II）（Serge〈Bronson Pinchot 飾演〉）※朝日電視台版[注 2]。
- 舞孃俱樂部（英语：Burlesque (2010 American film)）（Jack Miller〈Cam Gigandet 飾演〉）
- 再戰邊緣 ※朝日電視台版。
- 鬥犬（Lefty〈Dylan Brown 飾演〉）※影碟版。
- 蝙蝠俠：黑暗騎士崛起
- 怪誕黑家族
- 奇幻旅程（英语：Electricity (film)）（Mikey O'Connor〈Christian Cooke 飾演〉）
- 大敵當前 ※日本電視台版。
- 聖母峰3D（Lobsang）
- 玩命關頭5（Diogo）
- 絕命終結站5（Nathan Sears〈Arlen Escarpeta 飾演〉）
- 玩命關頭7（Safar）
- 特種部隊2：正面對決（Clutch）
- 哥吉拉（昭雄的父親[27]）
- 驚天動地60秒（Toby〈William Lee Scott 飾演〉）※日本電視台版。
- 神偷、獵人、斷指客（〈柳承秀 飾演〉）
- 布達佩斯大飯店（Zero Moustafa〈Tony Revolori 飾演〉）
- 青蜂俠 (2011年電影)（Tupper〈Edward Furlong 飾演〉）
- 哈利·波特：死神的聖物I（Scabior〈Nick Moran 飾演〉）
- 哈比人系列（Nori〈Jed Brophy 飾演〉）
  - 哈比人：意外旅程
  - 哈比人：荒谷惡龍
  - 哈比人：五軍之戰[28]
- 開運兔（會場廣播男子）
- 到底是誰搞的鬼（Dave〈John Hawkes 飾演〉）※朝日電視台版。
- 末日危城：王者之役（Duke Fallow〈Matthew Lillard 飾演〉）
- 傑克：巨人戰紀（Fallon〈John Kassir 飾演〉[29]）
- 詹姆士·龐德：量子危機（Elvis〈Anatole Taubman 飾演〉）※影碟版。
- 失落之地（英语：Land of the Lost (film)）（Cha-Ka〈Jorma Taccone 飾演〉）
- 最後一曲（Marcus〈Nick Lashaway 飾演〉）
- 溫心港灣（英语：Le Havre (film)）（Chang〈Quoc Dung Nguyen 飾演〉）
- 權力風暴（英语：Lions for Lambs）
- 舞棍俱樂部（Tito〈Adam Rodriguez 飾演〉）
- 舞力麥克：尺度極限XXL（Tito〈Adam Rodriguez 飾演〉）
- 漫威電影宇宙
  - 蟻人（男性顧客）
  - 復仇者聯盟（機師）
  - 鋼鐵人3（Chad Davis）
  - 雷神索爾2：黑暗世界（Ian Boothby〈Jonathan Howard 飾演〉）
- MIB星際戰警2 ※朝日電視台版。
- 三月小姐（英语：Miss March）（Tucker Cleigh〈Trevor Moore 飾演〉）
- 寂寞先生（英语：Mister Lonely）（Michael Jackson〈Diego Luna 主演〉）
- 莫哈韋沙漠（英语：Mojave (film)）（John "Jack" Jackson〈Oscar Isaac 主演〉）
- 獵豹行動（英语：The Nest (2002 film)）}（Selim〈Sami Bouajila 飾演〉）※東京電視台版。
- 危險人物（英语：Payback (1999 film)） ※日本電視台版。
- 彼得潘 (2003年電影)
- 接觸感應（楊春東〈金康宇 飾演〉）
- 神鬼制裁2：就地正法
- 斑馬快跑（英语：Racing Stripes）（Scuzz〈David Spade 配音〉）※日本電視台版。
- 最後一次初戀（英语：Restless (2011 film)）（Hiroshi Takahashi〈加瀨亮 飾演〉）
- 為朱莉報仇（英语：Revenge for Jolly!）（Cecil〈Oscar Isaac 主演〉）
- 滑稽六人組（英语：The Ridiculous 6）（Lil' Pete Stockburn〈TaylorLautner 飾演〉）
- 驚聲尖笑（Shorty Meeks〈Marlon Wayans 飾演〉）
- 驚聲尖笑2（Shorty Meeks〈Marlon Wayans 飾演〉）
- 藍色小精靈 (2011年電影)（Jokey Smurf〈Paul Reubens 配音〉）
- 藍色小精靈2（Jokey Smurf〈Paul Reubens 配音〉）
- 闇黑無界：星際爭霸戰（Jay少尉）
- 自殺突擊隊（Chato Santana／El Diablo（英语：El Diablo (comics)）〈Jay Hernandez 飾演〉）
- 超級8（Donny〈David Gallagher 飾演〉）
- 和你在一起
- 攔截記憶碼（青年）
- 變形金剛系列
  - 變形金剛 (2007年電影)（Patrick Donnelly〈扎克·沃德 飾演〉）
  - 變形金剛3：黑月降臨（Eagle）
  - 變形金剛4：絕跡重生（Lucas〈T.J. Miller 飾演〉）
  - 變形金剛5：最後的騎士（Mohawk）
- 玩命快遞3
- 呼救無門（英语：Trapped Ashes）（Andy〈Jayce Bartok 主演〉）
- 寶藏狗狗（英语：Treasure Buddies）（Seti、年輕時的Thomas）
- 弑訊（Adam〈Will Peltz 飾演〉）
- 巡邏驚很大（Jamarcus〈Richard Ayoade 主演〉）
- 冰天血地（英语：Whiteout (2009 film)）（Russell Haden〈Alex O'Loughlin 飾演〉）
- 喪屍禁區（英语：Zombibi）（Aziz〈Yahya Gaier 飾演〉）

#### 電視影集
- 空港城市（盧怠慢〈金俊鎬 飾演〉）
- 艾莉絲 (2009年迷你電視影集)（英语：Alice (miniseries)）（The Hatter〈Andrew-Lee Potts 飾演〉）
- 逝者之證 (第2季)（Alex Grant）
- 尋骨線索 (第4季)（Paul Stegeman）－第9集。
- 凱特琳的路（英语：Caitlin's Way）（Blue）
- 克拉許與博史坦（英语：Crash & Bernstein）（Crash〈Tim Lagasse 配音〉）
- 犯罪心理 (第6季)（Greg Phinney）
- 異世奇人（Mickey Smith〈Noel Clarke 飾演〉）
- 玩偶特工
- 美女上錯身
- 急診室的春天（第13季：Simon）－第282集、（第14季：Harold）
- 閃點行動（Sam Braddock〈David Paetkau 飾演〉）
- 歡樂再滿屋（英语：Fuller House (TV series)）（Jimmy Gibbler〈Adam Hagenbuch 飾演〉）
- 奇異果女孩（Bill）
- 歡樂合唱團（Péres〈Perez Hilton 飾演〉）
- 白色巨塔（郝孝剛〈張大鏞 飾演〉）
- 愛卡莉（Cotl）
- 凱南和凱爾（英语：Kenan & Kel）（Kel Kimble〈Kel Mitchell 主演〉）
- 太王四神記（麻糖大叔〈禹賢 飾演〉）
- 海雲臺戀人們（李泰成〈金康宇 主演〉）
- 太平洋戰爭（Bud "Runner" Conley一等兵〈Keith Nobbs 飾演〉）
- 傳教士（Cassidy〈Joe Gilgun 主演〉）
- 聚光灯（李順哲〈晉久 主演〉）
- 超自然檔案（Aaron）
- 警長索恩 (第2季)
- 命運觸控點（Zack）
- 妙警賊探
- 失蹤現場（Duke Bowden）－第106集。
- 滑板小子阿奇阿魯（英语：Zeke and Luther）（Oswald "Ozzie" Kepphart〈Nate Hartley 飾演〉）

#### 動畫
- 探險活寶（James）
- 新蝙蝠俠（Green Lantern〈Dermot Mulroney 配音〉）
- 蝙蝠俠：智勇悍將（Gibull星人隊長）
- 蜜蜂電影（Mooseblood the Mosquito〈Chris Rock 配音〉）
- 汽車總動員（Fred）
- 我愛阿噗（Clarence Wendell、Sumo）
- 古魯家族（Thunk Crood〈Clark Duke 配音〉）
- 神偷奶爸系列
  - 神偷奶爸
  - 神偷奶爸2（Tom）
  - 小小兵（Bob〈Pierre Coffin 配音〉、Host）
- 鬼靈精（Ted[30]）
- 星際異攻隊（Rocket Raccoon）
- 私家電影（英语：Home Movies (TV series)）（Jason Penopolis）
- 功夫熊貓3（Po（英语：Po (Kung Fu Panda)）〈Jack Black 配音〉）
- 樂一通
  - 新樂一通（英语：New Looney Tunes）（Viktor）
  - 樂一通秀（Romualdo）
- 怪獸大學（Terry Perry）
- 馬達加斯加的企鵝（King Julien〈Danny Jacobs 配音〉、建設作業員、父親、局長的SP、車上音響）
  - 馬達加斯加爆走企鵝（Short Fuse〈Ken Jeong 配音〉）
- 飛機總動員：打火英雄（男粉絲2）
- 精靈蘭尼和韋恩的聖誕前夜（英语：Prep & Landing）（Lanny〈Derek Richardson 配音〉）
- 女皇哥基大冒險（Jack[31]）
- 飆風雷哥（Elbows〈Charles Fleischer 配音〉）
- 腸腸搞轟趴（麻藥中毒者）
- 寵物當家（捕狗大隊1）
- 小腳怪（Flem〈Ely Henry 配音〉[32]）
- 星際大戰：複製人之戰 (2008年動畫)（ディラーニ）
- 送子鳥（ダグランド）
- 衝浪季節（Chicken Joe〈Jon Heder 配音〉）
  - 衝浪季節2：波浪狂熱
- 湯姆貓與傑利鼠系列
  - 湯姆貓與傑利鼠：巨人大冒險（英语：Tom and Jerry's Giant Adventure）（松鼠烘焙坊店主[33]）
  - 湯姆貓與傑利鼠 (2014年電視動畫)（湯姆〈第3代〉）[34]
  - 湯姆貓與傑利鼠：綠野仙蹤（英语：Tom and Jerry and the Wizard of Oz）[35]
  - 湯姆貓與傑利鼠：查理和巧克力工廠（英语：Tom and Jerry: Willy Wonka and the Chocolate Factory）[36]
- 變形金剛：隨時變形狀（英语：Transformers: Robots in Disguise (2015 TV series)）（Bisk、Clamp Down、Bludgeon[37]、Sharkticon[38]）
- 魔髮精靈：節拍不斷（英语：Trolls: The Beat Goes On!）（Guy Diamond）
- 渦輪方程式（Tito Lopez〈Michael Peña 配音〉）

### 特攝影集
2015年
- 手裏劍戰隊忍忍者（妖怪網切的配音[39]）

### 電視劇
富士電視台
- 第6話（1998年7月）－加藤治郎
- 第1話（2010年）－俺俺詐欺隊成員

其它電視台
- 德川慶喜（1998年，NHK大河劇）－有栖川宮熾仁親王
- 冒牌醫師 ～沖繩最後的醫介輔～（日语：ニセ医者と呼ばれて 〜沖縄・最後の医介輔〜）（2010年，讀賣電視台）

### 舞台
- 那首青春之歌（Crazy Power Romanticist）
- 翡翠森林狼與羊（X劇院／梅）
- 梅津先生被埋在坑洞裡
- 沙羅曼達
- 浮士德
- 馬克白（守衛）
- 理查三世

### 廣告
- 月刊Magazine Z
- 麥當勞 Shaka Shaka 炸雞排
- 久光製藥 Air Salonpas噴霧α「補給」篇

## 腳註

## 外部連結
- 演劇集團 圓公式官網的團員簡歷（页面存档备份，存于） （日語）
- 佐藤節二的X（前Twitter） （日語）